# Comte de Westmorland
Le titre de comte de Westmorland, qui est associé au comté de Westmorland au nord-ouest de l'Angleterre, a été créé deux fois dans la pairie d'Angleterre. 

## Histoire du titre
Les comtes de la première création détenaient le titre subsidiaire de baron Neville de Raby (en). Le comte actuel détient le titre subsidiaire de baron Burghersh (en) (1624).

## Liste des comtes

### Première création (1397)
Tous les comtes sont issus de la famille Neville.
- 1397-1425 : Ralph Neville (v.1364-1425) ;
- 1425-1484 : Ralph Neville (1406-1484), petit-fils du précédent ;
- 1484-1499 : Ralph Neville (1456-1499), baron Neville, neveu du précédent ;
- 1499-1549 : Ralph Neville (1498-1549), petit-fils du précédent ;
- 1549-1564 : Henry Neville (1524/25-1564), fils du précédent ;
- 1564-1571 : Charles Neville (1542-1601), fils du précédent.

Titre confisqué en 1571 pour rébellion.

### Seconde création (1624)
À la suite du mariage de Mary Neville, fille du baron de Bergavenny Henri Neville, avec Thomas Fane (mort en 1589), la famille Fane s'allie avec la famille Neville. Leur fils Francis Fane devient comte de Westmorland à la seconde création du titre.
- 1624-1629 : Francis Fane (1580-1629), 4e baron Le Despencer (it) ;
- 1629-1666 : Mildmay Fane (1602-1666), fils du précédent ;
- 1666-1691 : Charles Fane (1635-1691), fils du précédent ;
- 1691-1693 : Vere Fane (1645-1693), demi-frère du précédent ;
- 1693-1699 : Vere Fane (1678-1699), fils du précédent ;
- 1699-1736 : Thomas Fane (1683-1736), frère du précédent ;
- 1736-1762 : John Fane (1686-1762), fils du 4e comte ;
- 1762-1771 : Thomas Fane (1701-1771), arrière-arrière-petit-fils du 1er comte ;
- 1771-1774 : John Fane (1728-1774), fils du précédent ;
- 1774-1841 : John Fane (1759-1841), fils du précédent ;
- 1841-1859 : John Fane (1784-1859), fils du précédent ;
- 1859-1891 : Francis William Henry Fane (1825-1891), fils du précédent ;
- 1891-1922 : Anthony Mildmay Julian Fane (1859-1922), fils du précédent ;
- 1922-1948 : Vere Anthony Francis Fane (1893-1948), fils du précédent ;
- 1948-1993 : David Anthony Thomas Fane (1924-1993), fils du précédent ;
- depuis 1993 : Anthony David Francis Henry Fane (en) (né en 1951), fils du précédent.
  - L'héritier présomptif est son frère : l'hon. Harry St. Clair Fane (né en 1953).